# Los Ranchos de Albuquerque
Los Ranchos de Albuquerque è un villaggio degli Stati Uniti d'America, situato nello stato del Nuovo Messico, nella contea di Bernalillo.